# Raingraben (Arnbach)
Der Raingraben ist ein linker Zufluss des Arnbachs bei Westheim im mittelfränkischen Landkreis Weißenburg-Gunzenhausen.

## Verlauf
Der Raingraben entspringt auf einer Höhe von ca. 509 m ü. NHN in einem Waldgebiet nördlich von Hohentrüdingen. Er fließt beständig in eine nordwestliche Richtung, größtenteils durch ein Waldgebiet, erst im Unterlauf durchfließt er eine Offenlandschaft. Kurz vor der Mündung übertritt er die Gemeindegrenze zwischen Heidenheim und Westheim. Der Raingraben mündet nach einem Lauf von rund 900 Metern auf einer Höhe von 465 m ü. NHN nordwestlich von Hohentrüdingen von links bzw. von Süden in den Arnbach.